# Damernas turnering i volleyboll vid panarabiska spelen
Panarabiska spelen har innehållet en turnering i volleyboll för damlandslag sedan 1985 (samma år som damer tilläts delta vid spelen över huvud taget, spelen innehöll en herrvolleybollturnering redan 1957). Precis som spelen i sin helhet spelen på grund av olika orsaker spelats med tämligen oregelbundna intervall. Egypten har varit mest framgångsrika med fyra titlar.

## Upplagor
| Säsong               | Säsong    | Podium   | Podium   | Podium                |
| År                   | Spelplats | Guld     | Silver   | Brons                 |
| -------------------- | --------- | -------- | -------- | --------------------- |
| 1985 mer information | Rabat     | Marocko  | Tunisien | Irak                  |
| 1992 mer information | Damaskus  | Egypten  | Tunisien | Syrien                |
| 1997 mer information | Beirut    | Egypten  | Algeriet | Marocko               |
| 1999 mer information | Amman     | Egypten  | Tunisien | Algeriet              |
| 2011 mer information | Doha      | Egypten  | Algeriet | Förenade arabemiraten |
| 2023 mer information | Alger     | Algeriet | Tunisien | Jordanien             |

## Medaljörer
| Pos. | Lag                   | Guld | Silver | Brons |
| ---- | --------------------- | ---- | ------ | ----- |
| 1    | Egypten               | 4    | -      | -     |
| 2    | Algeriet              | 1    | 2      | 1     |
| 3    | Marocko               | 1    | -      | 1     |
| 4    | Tunisien              | -    | 4      | -     |
| 5    | Förenade arabemiraten | -    | -      | 1     |
|      | Irak                  | -    | -      | 1     |
|      | Jordanien             | -    | -      | 1     |
|      | Syrien                | -    | -      | 1     |